# Real Girl
Real Girl è il primo album della cantante musica pop britannica Mutya Buena, ex membro delle Sugababes, pubblicato il 13 luglio 2007 dall'etichetta discografica Island.
Dall'album sono stati estratti Real Girl, Song 4 Mutya (Out of Control), Just a Little Bit e B Boy Baby.
In particolare B Boy Baby contiene un campionamento del noto brano Be My Baby delle Ronettes, pubblicata anche in duetto con Amy Winehouse. Altre collaborazioni sono quelle con i Groove Armada, per il singolo Song 4 Mutya (Out of Control), e con George Michael in This Is Not Real Love, brano pubblicato come singolo nel 2006 e estratto dall'album di Michael Twenty Five.

## Tracce
CD (Island 060251736428 (UMG) / EAN 0602517364288)
1. Just a Little Bit – 3:17 (Pam Sheyne, Eg White)
2. Real Girl – 3:27 (Lenny Kravitz, Niara Scarlett, Matt Ward, Dean Gillard)
3. Song 4 Mutya (Out of Control) (feat. Groove Armada) – 3:30 (Karen Poole, Tom Findlay, Andy Cato, Tim Hutton)
4. Breakdown Motel – 4:20 (Johnny Dollar, Craigie Dodds)
5. Strung Out – 4:15 (Mutya Buena, Tim Hawes, Pete Kirtley, Obi Mhondera)
6. It's Not Easy – 4:32 (Mutya Buena, Felix Howard, Paul Simm, Sam Frank)
7. Suffer for Love – 3:27 (Mutya Buena, Ali Tennant, Lowrell Simon, Larry Brownlee, Gus Redmond, Guz Lally)
8. Not Your Baby – 3:29 (Mutya Buena, Matt Ward, Dean Gillard)
9. Wonderful – 3:07 (Gandalf Roudette-Muschamp, Josh Thompson)
10. B Boy Baby – 3:53 (Jeff Barry, Ellie Greenwich, Phil Spector)
11. This Is Not Real Love (feat. George Michael) – 5:58 (George Michael, James Jackman, Ruadhri Cushnan)
12. My Song – 3:36 (Wayne Wilkins, Gandalf Roudette-Muschamp, Josh Thompson)

## Classifiche
| Classifica (2007) | Posizione massima |
| ----------------- | ----------------- |
| Regno Unito       | 31                |
| Irlanda           | 51                |
| Svizzera          | 66                |
| Paesi Bassi       | 71                |